# Chaetonotus puniceus
Chaetonotus puniceus is een buikharige uit de familie Chaetonotidae. De wetenschappelijke naam van de soort werd in 1990 voor het eerst geldig gepubliceerd door Martin. De soort wordt in het ondergeslacht Chaetonotus geplaatst.